# Diane Thomas
Diane Thomas (Michigan, 7 gennaio 1946 – Los Angeles, 21 ottobre 1985) è stata una sceneggiatrice statunitense.

## Biografia
Lavorava come cameriera e nel contempo scriveva sceneggiature. L'occasione arrivò quando propose il soggetto e la sceneggiatura che avrebbero dato vita al film di Robert Zemeckis All'inseguimento della pietra verde nel 1984. 
Morì sei settimane prima di scrivere il sequel del film, Il gioiello del Nilo. La Porsche su cui viaggiava, guidata dal suo compagno in stato di ebbrezza, si ribaltò uccidendola sul colpo. L'incidente, secondo Michael Douglas, è avvenuto alla Pacific Coast Highway in California.